# Wanted (film, 2015)
Pour les articles homonymes, voir Wanted.
 Pour plus de détails, voir Fiche technique et Distribution
Wanted : Salopes mises à prix est un film pornographique américain réalisé par Stormy Daniels sorti en 2015.

## Synopsis
Frank Garrett est un riche propriétaire terrien amoureux de Joanna, une prostituée. Garrett est malade et a peu de temps à vivre, alors il remet à Joanna une copie de l'acte notarié de l'extrémité nord de son ranch, avec une carte. Garrett meurt peu après, Joanna est accusée à tort du meurtre et de tentative de vol par le shérif Clayton, qui ordonne la pendaison. Le shérif le fait parce qu'il veut l'acte. Pendant ce temps, Dani arrive à Diablo City pour un grand tournoi de poker, où elle a l'intention de gagner assez d'argent pour aider son amie Birdie et sauver le ranch familial. Dani apprend la situation de Joanna par l'assistant de Garrett, Samuel, et l'amie de Joanna, Lilah, quand la partie de poker est interrompue par son arrestation mouvementée. Dani décide de sauver Joanna en faisant un duel avec le shérif Clayton puis tire sur son posse. Morgan, un chasseur de primes, arrive quand le shérif Clayton demande à quelqu'un de les appréhender, Morgan accepte d'aider. Dani avait volé Morgan alors qu'elle travaillait comme prostituée de la rue Bourbon à La Nouvelle-Orléans. Quand Morgan retrouve Dani, elle fait un accord avec lui pour partager tout ce qui se trouve au ranch de Garrett. Samuel retourne chez lui pour récupérer l'acte original pour les terres de Garrett et demande à sa femme Sally de le remettre au marshal Lane à Yuma. La poursuite se termine dans une épreuve de force entre Dani et le shérif Clayton, et leurs bandes.

## Fiche technique
- Titre original : Wanted
- Réalisation : Stormy Daniels
- Scénario : Stormy Daniels
- Direction artistique : Andy Appleton, Kylie Ireland
- Costumes : Brad Armstrong
- Photographie : Jake Jacobs, Andre Madness
- Montage : Mrs. Braun, Axel Braun, Alex Sanders
- Société de production : Wicked Pictures, Adam & Eve
- Société de distribution : Wicked Pictures
- Pays d'origine :  États-Unis
- Langue : anglais américain
- Format : Couleur
- Genre : Film pornographique sur la base d'un western
- Durée : 179 minutes
- Dates de sortie :
  -  États-Unis : 16 septembre 2015.

## Distribution
- Steven St. Croix : Sheriff Clayton
- Anikka Albrite : Joanna
- Jay Crew : Frank Garrett
- Jessica Drake : Pearl Garrett
- Stormy Daniels : Dani
- Amber Rayne : Birdie
- Eric Masterson : Samuel
- Allie Haze : Lilah
- Brendon Miller : Morgan
- Dick Chibbles : Dale
- Cassidy Klein : Alice
- Tommy Gunn : Taza
- Mia Li : Eela
- Jodi Taylor : Sally
- Brad Armstrong : Marshal Lane
- Ryan McLane : un client de Dani
- Chanel Preston : Hannah

## Production
Stormy Daniels commence à écrire le script huit ans avant le tournage. Le film est réalisé entre le 18 et le 29 juin 2015, avec quatre jours de congé dedans. Les lieux de tournage sont Agua Dulce pendant trois jours, Malibu deux jours, Palm Springs et Altadena un jour.
Le film se passe en 1879. Stormy Daniels a fait des recherches pendant deux mois sur cette année pour que son histoire soit crédible.

## Récompenses et nominations
| Année | Résultat   | Award                                 | Catégorie                             |
| ----- | ---------- | ------------------------------------- | ------------------------------------- |
| 2016, | Nomination | Meilleure actrice                     | Stormy Daniels                        |
| 2016, | Nomination | Meilleure réalisation                 | Stormy Daniels                        |
| 2016, | Nomination | Meilleur scénario                     | Stormy Daniels                        |
| 2016, | Nomination | Meilleure direction artistique        | NC                                    |
| 2016, | Nomination | Meilleure photographie                | Jake Jacobs                           |
| 2016, | Lauréat    | Meilleur film dramatique              | NC                                    |
| 2016, | Nomination | Meilleur montage                      | Mrs. Braun, Axel Braun & Alex Sanders |
| 2016, | Nomination | Meilleure campagne marketing          | NC                                    |
| 2016, | Lauréat    | Meilleure bande originale             | NC                                    |
| 2016, | Nomination | Meilleur acteur dans un second rôle   | Eric Masterson                        |
| 2016, | Nomination | Meilleure actrice dans un second rôle | Amber Rayne                           |

| Année | Résultat | Award        |
| ----- | -------- | ------------ |
| 2015  | Lauréat  | First Choice |

| Année | Résultat   | Award                                   | Catégorie                             |
| ----- | ---------- | --------------------------------------- | ------------------------------------- |
| 2016, | Lauréat    | Film de l'année                         | NC                                    |
| 2016, | Lauréat    | Réalisatrice de l'année                 | Stormy Daniels                        |
| 2016, | Nomination | Meilleure actrice                       | Stormy Daniels                        |
| 2016, | Nomination | Scénario de l'année                     | Stormy Daniels                        |
| 2016, | Nomination | Meilleur acteur                         | Brendon Miller                        |
| 2016, | Lauréat    | Meilleur acteur                         | Steven St. Croix                      |
| 2016, | Nomination | Meilleure actrice dans un second rôle   | Anikka Albrite                        |
| 2016, | Nomination | Meilleure actrice dans un second rôle   | Amber Rayne                           |
| 2016, | Nomination | Meilleur acteur dans un second rôle     | Eric Masterson                        |
| 2016, | Nomination | Meilleure scène de sexe                 | Stormy Daniels & Brendon Miller       |
| 2016, | Nomination | Meilleure scène de sexe                 | Jodi Taylor & Eric Masterson          |
| 2016, | Nomination | Meilleure photographie                  | Jake Jacobs                           |
| 2016, | Lauréat    | Meilleure direction artistique          | NC                                    |
| 2016, | Nomination | Meilleurs effets spéciaux               | NC                                    |
| 2016, | Lauréat    | Meilleure bande originale               | NC                                    |
| 2016, | Nomination | Meilleur montage                        | Mrs. Braun, Axel Braun & Alex Sanders |
| 2016, | Nomination | Meilleure campagne marketing de l'année | NC                                    |

| Année | Résultat   | Award                           | Catégorie      |
| ----- | ---------- | ------------------------------- | -------------- |
| 2016, | Lauréat    | Meilleur film à grand spectacle | NC             |
| 2016, | Nomination | Meilleure actrice               | Stormy Daniels |

## Source de la traduction
- (en) Cet article est partiellement ou en totalité issu de l’article de Wikipédia en anglais intitulé « Wanted (2015 film) » (voir la liste des auteurs).